# برنارد هيل
برنارد هيل (بالإنجليزية: Bernard Hill)‏ (17 ديسمبر 1944 - 5 مايو 2024)، هو مُمثل أفلام من المملكة المتحدة. ولد في مانشستر ودرس في جامعة مانشستر متروبوليتان. اشتهر بأدواره في «تايتانيك» و«سيد الخواتم».

## من أعماله
- 1982: غاندي
- 1988: الغرق بالأرقام
- 1989: شيرلي فالنتين
- 1996: الشبح والظلام
- 1997: تيتانيك
- 1999: الجريمة الحقيقية
- 1999: حلم ليلة منتصف الصيف
- 2002: سيد الخواتم: البرجان
- 2002: الملك العقرب
- 2003: سيد الخواتم: عودة الملك
- 2003: جوثيكا
- 2004: ويمبلدون [الإنجليزية]
- 2007: الخروج [الإنجليزية]
- 2008: فرانكلين [الإنجليزية]
- 2008: فالكيري
- 2012: بارانورمان
- 2015: الشمال ضد الجنوب [الإنجليزية]
- 2016: سنوات ذهبية [الإنجليزية]

## روابط خارجية
- برنارد هيل على موقع IMDb (الإنجليزية)
- برنارد هيل على موقع ميتاكريتيك (الإنجليزية)
- برنارد هيل على موقع روتن توميتوز (الإنجليزية)
- برنارد هيل على موقع قاعدة بيانات الأفلام العربية
- برنارد هيل على موقع ألو سيني (الفرنسية)
- برنارد هيل على موقع تيرنر كلاسيك موفيز (الإنجليزية)
- برنارد هيل على موقع أول موفي (الإنجليزية)
- برنارد هيل على موقع قاعدة بيانات الأفلام السويدية (السويدية)
- برنارد هيل على موقع إن إن دي بي (الإنجليزية)
- برنارد هيل على موقع ديسكوغز (الإنجليزية)